# Гравіна-ді-Катанія
Гравіна-ді-Катанія, Ґравіна-ді-Катанія (італ. Gravina di Catania, сиц. Gravina) — муніципалітет в Італії, у регіоні Сицилія,  метрополійне місто Катанія.
Гравіна-ді-Катанія розташована на відстані близько 530 км на південний схід від Рима, 165 км на схід від Палермо, 6 км на північ від Катанії.
Населення — 26 017 осіб (2014).
Щорічний фестиваль відбувається 13 червня. Покровитель — Sant'Antonio di Padova.

## Демографія
Населення за роками:

Станом на 1 січня 2023 року в муніципалітеті офіційно проживало 290 іноземців з 50 країн, серед них 84 громадяни країн Євросоюзу та 13 громадян України.

## Сусідні муніципалітети
- Катанія
- Маскалучія
- Сант'Агата-лі-Баттіаті
- Треместієрі-Етнео